# Eugen Zintgraff
Eugen Zintgraff, né le 16 janvier 1858 à Düsseldorf et mort le 4 décembre 1897 à Tenerife, est un explorateur prussien de l'Afrique.

## Biographie
Après avoir fréquenté le lycée de Düsseldorf, Zintgraff étudie à Berlin, Bonn, Strasbourg et Heidelberg, d'abord le droit, puis à partir de 1883 les sciences naturelles. Il est l'élève du Dr Bastiaw et docteur de l'université de Berlin.

## Explorateur

### Exploration du Congo
À Bruxelles en 1884, Zintgraff se prépare à partir avec l'expédition autrichienne pour le Congo comme adjoint du Dr Josef Chavanne qui est membre de l'Institut national de géographie, chargé d'une mission d'études qui remonte le fleuve Congo dans le Bas-Congo.
Le 1er mars 1884, d'Anvers, ils embarquent pour le Congo. Zintgraff s'installe à la base de Boma, y étudie les deux rives du fleuve Congo, de Vivi à Banana, explorant le pays des Mussorongo, fait le voyage de Noki à San Salvador et de là jusqu'à Kinkanga, s'occupant d'ethnographie, d'anthropologie, de zoologie.
Par une lettre parvenue en février 1885, au Mouvement géographique, auquel il communique régulièrement les résultats de ses voyages, il annonce la mort du capitaine Hanssens.
Après dix-huit mois de séjour, il quitte Banana pour Bruxelles avec une série de photographies et de moulages et une précieuse collection de reptiles, de poissons et de coléoptères.
Il retourne en novembre 1885 en Allemagne pour entrer au secrétariat d'État aux Affaires étrangères.

### Exploration du Cameroun

#### Introduction
Selon les archives bibliographiques, Eugen Zintgraff est le premier européen à avoir atteint le Grassfields, les hautes terres de l'Ouest du Cameroun qui englobe le 'pays' Bamiléké et une partie de la région du Nord-Ouest au Cameroun. Zintgraff publie en 1895 un compte-rendu 'Nord Kamerun' du passage qu'il effectue en 1889.

#### Exploration

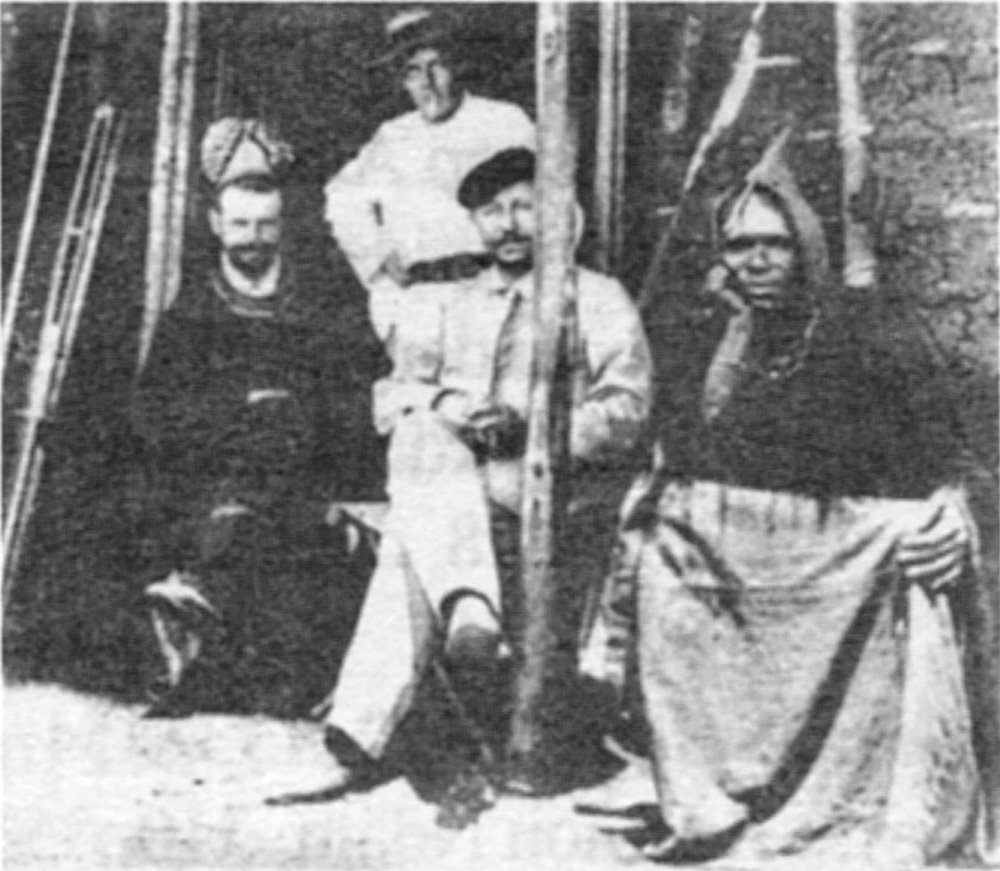
Eugen Zintgraff et Galega I., Fon de Bali-Nyonga à l'Ouest de Bamenda au Cameroun

Zintgraff entreprend en mars 1886 une expédition au Cameroun. Il explore avec Karl Zeuner le cours du Wouri et atteint les chutes de Yabassi. Ils fondent en janvier 1888 le poste de Barombi au nord de la colonie, près du lac Barombi Mbo, dit « lac des Éléphants ». Zintgraff participe à plusieurs explorations, au cours de l'année, comme à Batom en mai et en juillet dans le pays du Banyang entre le 6e parallèle latitude est et le 10e parallèle longitude nord, vers le haut Calabar.
Une partie des Grassfields cependant avait été parcourue par Zintgraff en 1889. Venant de la côte à travers le pays Banyang, il monta sur le plateau à la hauteur de Babessong (Ashong), séjourna deux mois à Bali, où il noua des liens d'amitié avec le Fon Galega, puis, par Mankon, Bafut, et Befang, rejoignit Takum au Nigeria.

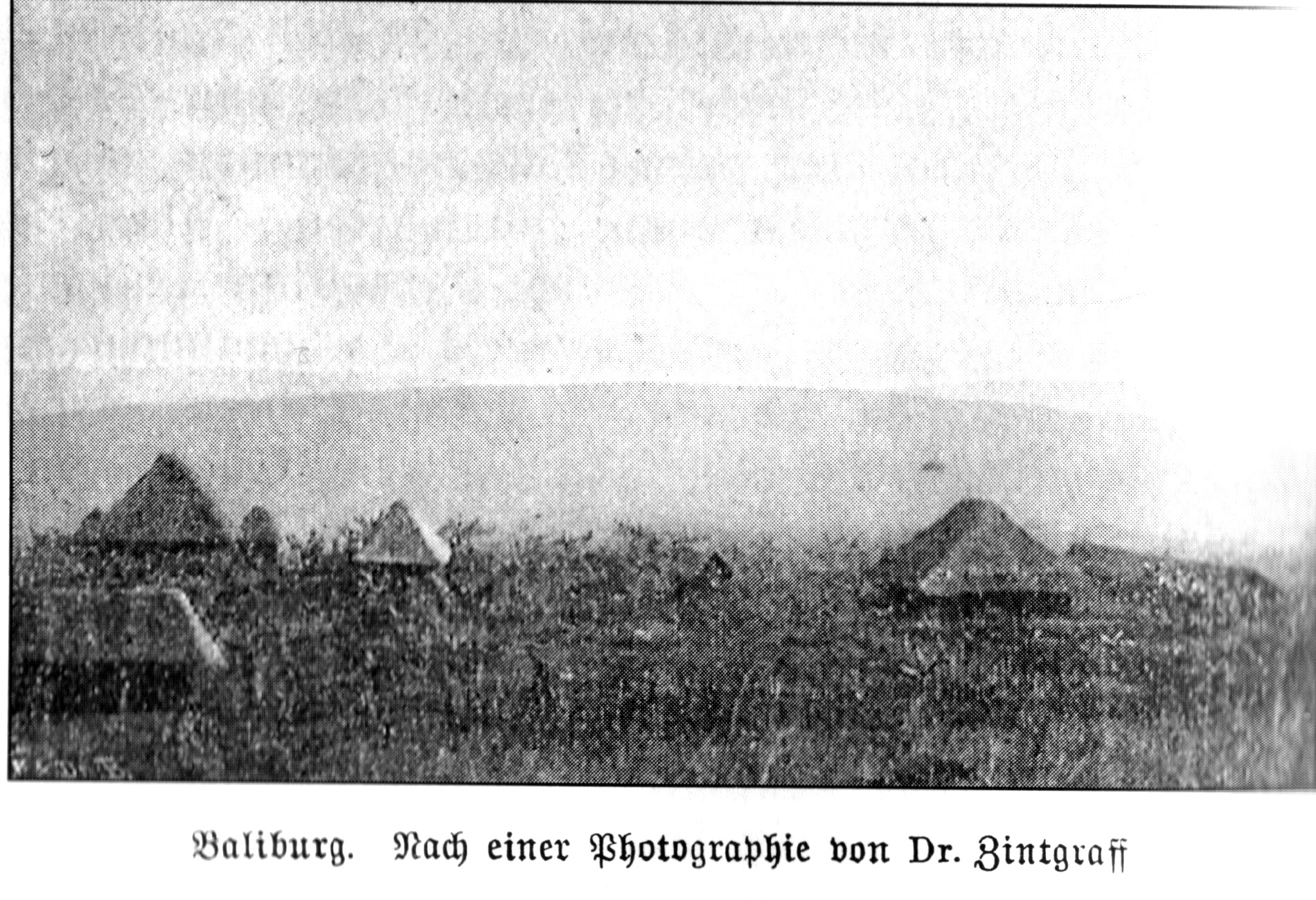
Le poste de Baliburg, photographié par le Dr Zintgraff

Son périple le conduisit ensuite jusqu'à la Bénoué, d'où il revint vers Gashaka. En août, il atteignit Yola où il tenta en vain de soustraire l'émir à l'influence anglaise. Au retour, il visita les pays Bum et Rom, s'arrêta au village de Babungo, dans la plaine de Ndop et demeura à nouveau quelque temps à Bali avant de regagner la côte à la fin de l'année.
Dès 1897, Zintgraff avait obtenu du Fon de Bali l'envoi de travailleurs des zones plus peuplées des Hauts-plateaux vers la côte, pour les besoins des plantations. L'accord élaboré comme suit: Galega devrait annuellement envoyer plusieurs centaines de personnes qui devraient lui payer des taxes. En échange, son peuple, les Bali, seraient protégés des attaques et enlèvements des trafiquants d'esclaves.
C'est en janvier 1889 qu'a lieu sa célèbre expédition de la rivière Bénoué. Les hauts plateaux auraient été parcourus pour la première fois en 1889 par le Dr Zintgraff mais la pénétration réelle des Allemands date de la première décade du XXe siècle. Zintgraff est le premier Européen à pénétrer dans la zone de forêt vierge de l'arrière-pays du Cameroun. Il atteint le haut-plateau de Bali vers la savane du Cameroun occidental et fonde le poste de Baliburg. En mai, il remonte la Bénoué et ensuite arrive au plateau d'Adamaoua. C'est le premier Européen à avoir joint la côte du Cameroun au Soudan.
Zintgraff retourne ensuite en Allemagne, fatigué par ses voyages, mais commande en novembre 1890 une expédition organisée par le gouvernement vers Barombi. Il est accompagné du lieutenant von Spangenberg, de Paul Rudolph Preuss et d'un représentant de la firme hambourgeoise Jantzen & Thormählen, dans une caravane commerciale. Cependant, à cause d'une campagne contre le territoire de Bafut (au nord de Bamenda) qui s'avère être un échec, il retourne en Europe en 1891 et démissionne du service colonial. En 1893 et 1894, il voyage à Zanzibar, en Afrique de l'Est allemande et portugaise, ainsi qu'au Transvaal en Afrique du Sud
Zintgraff retourne en 1896 avec Esser au Cameroun allemand, où il visite le nord et s'associe à la fondation de la Westafrikanische Pflanzungsgesellschaft Victoria (société de plantation ouest-africaine de Victoria). Il tombe malade et décide de partir. Il meurt en route à Tenerife, le 4 décembre 1897.
Son action au Cameroun a été critiquée par le gouverneur Eugen von Zimmerer, à cause de ses méthodes parfois brutales au cours de l'expédition sur le territoire de Bafut.
Il était membre de la Berliner Gesellschaft für Anthropologie, Ethnologie und Urgeschichte (Société berlinoise d'anthropologie, d'ethnologie et de préhistoire), fondée en 1869.

## Illustrations

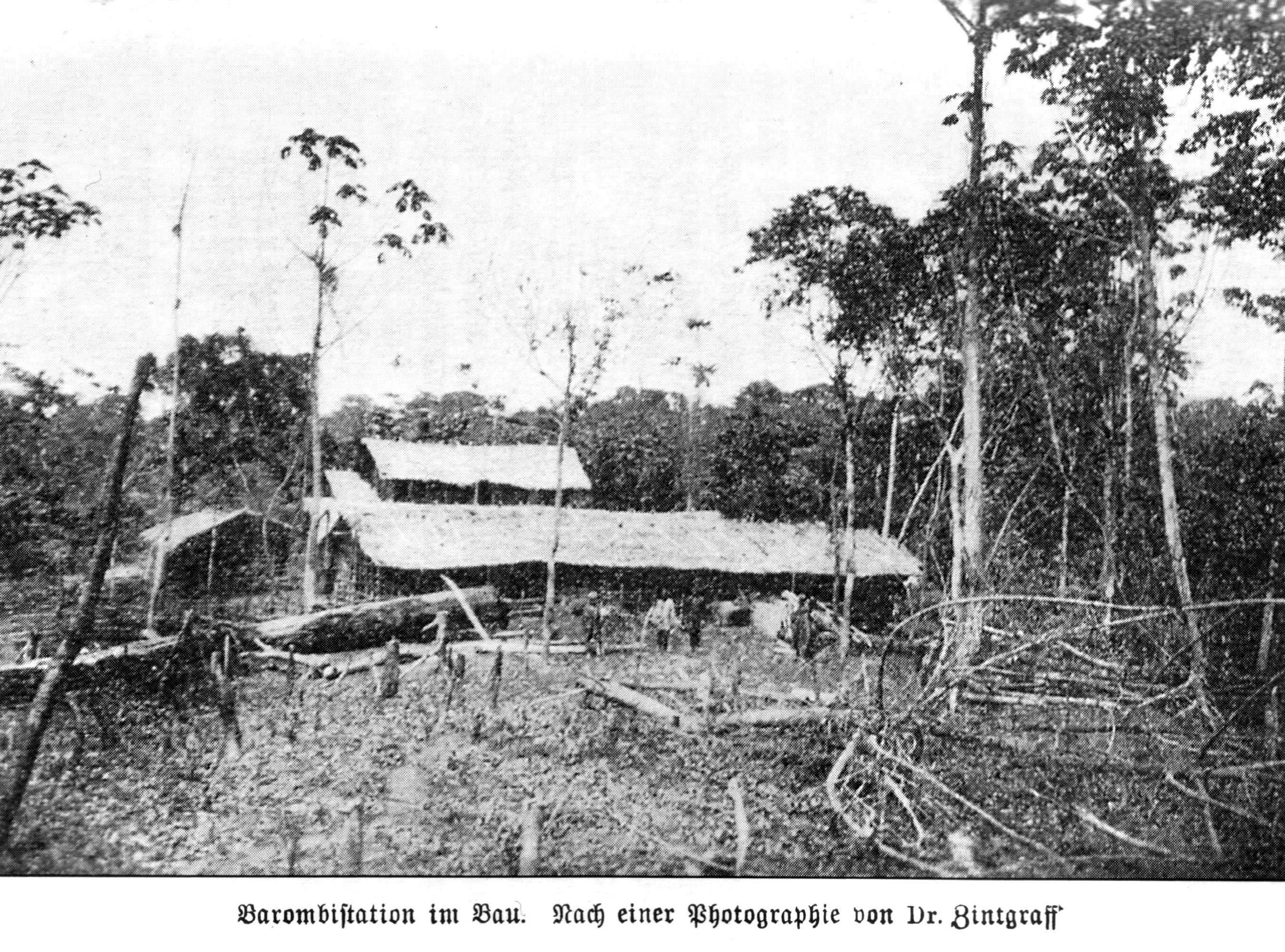
Construction du poste de Barombi
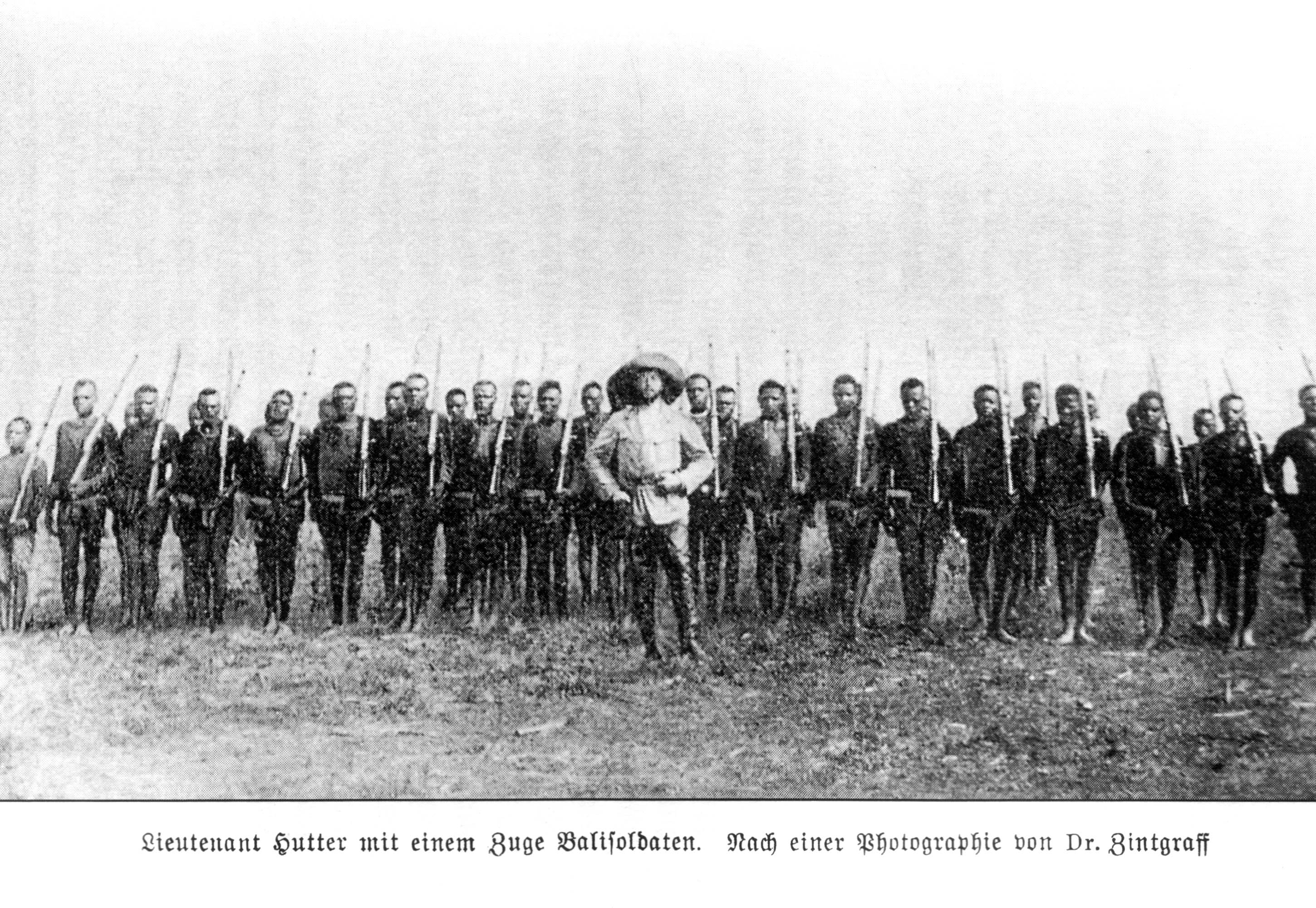
Le lieutenant Hutter avec des soldats de la tribu Bali, photographié par Zintgraff
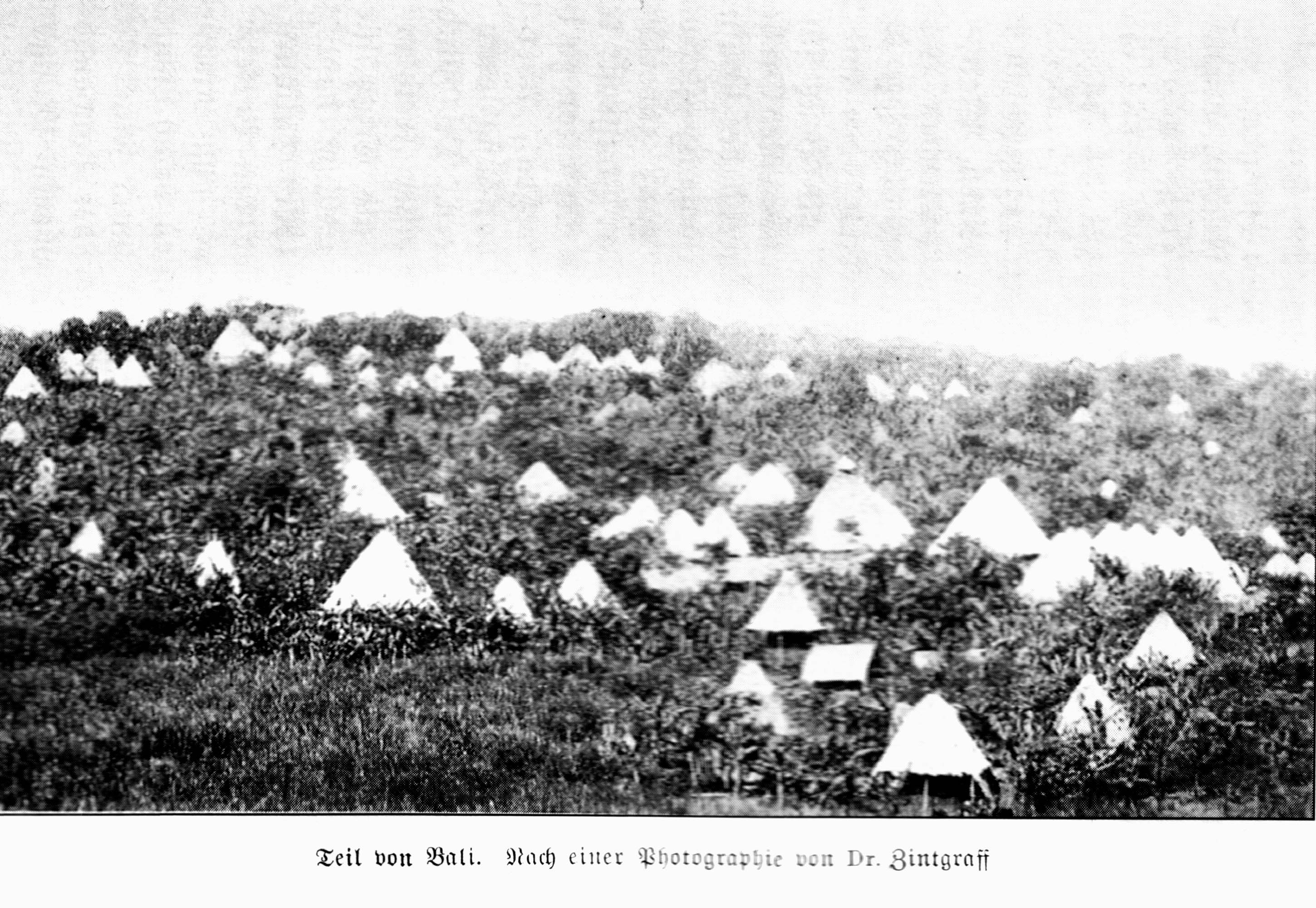
Photographie de Zintgraff du village Bali

## Publications
1. Nord-Kamerun. Schilderung der im Auftrage des Auswärtigen Amtes zur Erschließung des nördlichen Hinterlandes von Kamerun während der Jahre 1886-1892 unternommenen Reisen. Berlin (1895).

Cet ouvrage, basé sur des brefs extraits et des notes issues de Nord-Kamerun (1895) de Zintgraff, connaît une diffusion restreinte en 1961. Il est d'un intérêt certain concernant la période coloniale à Wum Bamenda. Le livre de Zintgraff, le premier par un Européen sur les Grassfields, n'ayant jamais été traduit et étant difficile à obtenir en seconde main.
Il faut considérer que : la connaissance de Zintgraff des Bali (Mungaka) et haoussa était très superficielle. Son caractère, ses motivations... sont par conséquent ouverts aux critiques. Il n'y a aucun moyen de vérifier ce qu'il a dit ou écrit. Il n'avait aucune formation ethnographique et aucune expérience préalable.
Bon observateur cependant, ses descriptions des outils, vêtements, armes et autres, peuvent être considérés comme fiable. Il faut toutefois se rappeler que Zintgraff a écrit le livre pour justifier ses propres actions -violemment critiquées- et influencer l'opinion publique en Allemagne pour favoriser l'expansion coloniale. Une seule version de l'histoire est écrite; aucun compte rendu des opposants de Zintgraff sur ses actions et motivations au Kamerun et au Bureau colonial allemand n'existe.
Ce qui est le plus frappant dans le rapport Nord-Kamerun (1895) de Zintgraff est le fait que les peuples des Grassfields n'étaient pas si isolés les uns des autres comme on le pensait. Un réseau commercial et d'amitié couvrait le pays et des échanges de cadeaux sur de longues distances se faisaient. Malgré l'insécurité causée par les trafiquants d'esclaves.